# Euploea protoforsteri
Euploea protoforsteri är en fjärilsart som beskrevs av Edward Bagnall Poulton 1924. Euploea protoforsteri ingår i släktet Euploea och familjen praktfjärilar. Inga underarter finns listade i Catalogue of Life.